# Fourchambault
Fourchambault település Franciaországban, Nièvre megyében. Lakosainak száma 4019 fő (2022. január 1.). Fourchambault Cours-les-Barres, Garchizy, Marzy és Varennes-Vauzelles községekkel határos.

## Népesség
A település népességének változása:
| Lakosok száma | 4620 | 4291 | 4386 | 4229 | 4182 | 4125 | 4069 | 4037 | 4019 |
|               | 2013 | 2015 | 2016 | 2017 | 2018 | 2019 | 2020 | 2021 | 2022 |